# ABCエンターテインメント
ABCエンターテインメント（英: ABC Entertainment）は、アメリカン・ブロードキャスティング・カンパニー（ウォルト・ディズニー・テレビジョン）とウォルト・ディズニー・カンパニーの子会社である。

## 概要
ABCエンターテインメントは、アメリカン・ブロードキャスティング・カンパニー傘下の事業である。アーティストにサービスを提供しながら、消費者にサービスを提供するエンターテインメント会社であり、専門分野は音楽を作り、その音楽を人々に届けることである。
また、現在はウォルト・ディズニー・カンパニーに買収された事により、ウォルト・ディズニー・テレビジョン（ディズニー・メディア・ネットワーク）の1部門の扱いとなっている。
現在もABCファミリー・ワールドワイドやフリーフォームの放送を行なっている。

## 部門
- ABCネットワーク
- ABCファミリー・ワールドワイド
  - フリーフォーム